# Шорр, Фридрих
Фридрих Шорр (нем. и англ. Friedrich Schorr; 1888—1953) — немецкий и американский оперный певец (бас-баритон) еврейского происхождения.

## Биография
Сын известного синагогального кантора Майера Шора — с 1893 года главного кантора Польской синагоги «Beth Israel» на Leopoldgasse, 29, в Вене. Его дед Авраам Шор также был кантором.
В 1891 году Шорр вместе в родителями переехал в Вену. Учился в Брно и Вене у Адольфа Робинсона. Дебютировал на оперной сцене в Граце, выступал на ней в 1912—1916 гг. Затем работал в Праге (1916—1918), Кёльне (1918—1923), Берлине (1923—1931). Также выступал в Ковент-Гардене (1924—1931), Метрополитен-опера (1924—1943) и на Байрёйтском фестивале (1925—1933).
В 1931 году эмигрировал в США. Оставив сцену после 1943 г., работал как режиссёр, продолжал концертировать, давал частные уроки вокала.
Считается величайшим вагнеровским бас-баритоном своего поколения (иногда и всего XX века), прежде всего как исполнитель партий Вотана / Странника («Кольцо нибелунга») и Ганса Сакса («Нюрнбергские мейстерзингеры»). Его партнёрами по сцене в разное время были выдающиеся вагнеровские певцы — Фрида Лайдер, Лотта Леман, Элизабет Ретберг, Лауриц Мельхиор, Кирстен Флагстад, Элен Траубель и др.